# 水野瑞夫
水野 瑞夫（みずの みずお、1929年5月8日 - 2024年1月28日）は、日本の薬学者。学位は薬学博士。岐阜薬科大学名誉教授・第7代学長。

## 経歴
- 1929年（昭和4年）5月8日 - 岐阜県安八郡神戸町に生まれる。
- 1949年（昭和24年） - 岐阜薬学専門学校を卒業。
- 岐阜薬科大学助教授に就任。
- 岐阜薬科大学教授に就任。
- 1991年（平成3年） - 岐阜薬科大学学長（第7代）に就任[1]。
- 1997年（平成9年） - 岐阜薬科大学学長を退官。
- 岐阜薬科大学名誉教授に就任。
- 中国薬科大学客員教授に就任。
- 中国科学院武漢植物研究所客員教授に就任。
- 2024年（令和6年）1月28日 - 死去[2][3]。

## その他経歴
- 自然学総合研究所 最高顧問・評議員[4]
- 日本薬史学会 評議員
- 日本薬学会 永年会員
- 日本生薬学会 永年会員
- 岐阜市みどりのまち推進財団 評議員会長
- 岐阜市文化芸術奨励賞 選考委員
- 岐阜市文化芸術実行委員会 会長
- 岐阜市史編さん委員会 会長
- 各務原市緑審議会 委員会長
- 日本ツツジシャクナゲ協会 会長[5]

## 受賞・受章
- 2001年（平成13年） - 大垣市功労者表彰。
- 2002年（平成14年） - 春日村表彰。
- 2010年（平成22年） - 瑞宝中綬章[6]。

## 著書
- 『明解 家庭の民間薬・漢方薬』（共著）新日本法規出版、1983年
- 『身近な薬草百科 採取と利用法』リバティ書房、1993年
- 『薬草ウォッチング』リバティ書房、1988年
- 『日本薬草全書』（監修）新日本法規出版、1995年
- 『伊吹山の薬草』春日村役場、1997年
- 『春日村の薬草』春日村役場、1998年
- 『薬草の宝庫 伊吹山』伊吹山薬草サミット実行委員会、1999年
- 『薬用植物学』（監修）南江堂、2013年
- 『くらしの薬草と漢方薬』新日本法規出版、2014年